# Sarah Chahed
Sarah Yasmine Chahed (auch Sarra oder Sara; * 1988 in Berlin) ist eine deutsch-tunesische Schwimmerin im Dienste des SG Steglitz in der DMS 2. Bundesliga. Auch war sie beim SV Wasserfreunde 1898 Hannover unter Vertrag. Sie ist die Zwillingsschwester von Nadia Chahed und die Schwester des Fußballprofis Sofian Chahed.

## Werdegang
Schon vor 2000 bis 2003 war sie beim Berliner Schwimmklub SG Steglitz und nahm an vielen verschiedenen nationalen und internationalen Meisterschaften teil, wo man ihr Talent entdeckte. Ende Oktober 2006 nahm sie erstmals für die WF 98 Hannover an einem Turnier teil. Bei ihnen schwamm sie in der DMS 2. Bundesliga Nord und kämpfte auch um den Aufstieg in die DMS 1. Bundesliga. Ihr Talent wurde auch gefördert, indem sie für das Landesschwimmverband Niedersachsen an internationalen Schwimmturnieren teilnahm. Nach einem kurzen Gast-Engagement bei Matellia Metelen im November 2007 und ihrer Rückkehr zu den Wasserfreunden, ging sie im Dezember 2008 zurück in ihre Heimat und ihrem ehemaligen Verein SG Steglitz.

## Erfolge
- Gold bei den Afrikanischen Schwimmmeisterschaften 2006: 50 m Freistil; Silber: 100 m Freistil, 4 × 100 m Freistil[1] 4 × 200 m Freistil (letzte beide im tunesischen Team) / Gold 2008: 50 m Freistil, 50 m Rücken, 4 × 100 m Freistil (im tunesischen Team); Silber: 100 m Freistil
- Bronze bei den All-Africa Games 2007: 50 m Freistil, 4 × 100 m Freistilstaffel[2]; 2003: 100 m Rückenschwimmen[3]
- Teilnahme an den Schwimmweltmeisterschaften 2005[4] und 2007[5]
- Deutsche Wintermeisterschaft 2006: Sieger im Team in der Staffel 4 × 50 m Lagen[6]
- Internationales Weihnachtsschwimmen des SwC Berlin 2008: Platz 4 Beste weibliche Einzelleistung Jahrgang 1992 und älter[7]
- Jahrgangsmeisterschaften im Europasportpark Berlin 2000: 7 Titel[8]

## Rekorde
| Vereinsrekorde der SG Steglitz (16) | Vereinsrekorde der SG Steglitz (16) | Vereinsrekorde der SG Steglitz (16) | Vereinsrekorde der SG Steglitz (16)             |
| 25-Meter-Bahn                       | 25-Meter-Bahn                       | 25-Meter-Bahn                       | 25-Meter-Bahn                                   |
| ----------------------------------- | ----------------------------------- | ----------------------------------- | ----------------------------------------------- |
| 50 m Freistil                       | 0:26,89 min                         | 21. November 2004                   | Z88 Sprintcup                                   |
| 100 m Freistil                      | 0:57,25 min                         | 5. Dezember 2009                    | DMS 2. Bundesliga Endkampf                      |
| 200 m Freistil                      | 2:06,75 min                         | 12. November 2005                   | DMS 2. Bundesliga                               |
| 400 m Freistil                      | 4:34,26 min                         | 21. November 2009                   | DMS 2. Bundesliga Vorkampf                      |
| 800 m Freistil                      | 9:22,78 min                         | 16. Oktober 2004                    | DMS 2. Bundesliga Vorkampf                      |
| 50 m Rücken                         | 0:30,63 min                         | 13. November 2004                   | DMS 2. Bundesliga                               |
| 100 m Rücken                        | 1:05,08 min                         | 13. November 2004                   | DMS 2. Bundesliga                               |
| 200 m Rücken                        | 2:25,53 min                         | 13. November 2004                   | DMS 2. Bundesliga                               |
| 50 m Schmetterling                  | 0:29,00 min                         | 5. Dezember 2009                    | DMS 2. Bundesliga Endkampf                      |
| 100 m Schmetterling                 | 1:04,03 min                         | 5. Dezember 2009                    | DMS 2. Bundesliga Endkampf                      |
| 50-Meter-Bahn                       |                                     |                                     |                                                 |
| 50 m Freistil                       | 0:27,30 min                         | 26. Mai 2005                        | 117. Deutsche Meisterschaft im Schwimmen        |
| 100 m Freistil                      | 0:58,36 min                         | 22. Mai 2005                        | 117. Deutsche Meisterschaft im Schwimmen        |
| 200 m Freistil                      | 2:07,50 min                         | 24. Mai 2005                        | 117. Deutsche Meisterschaft im Schwimmen        |
| 50 m Rücken                         | 0:31,10 min                         | 20. Dezember 2008                   | Internationales Weihnachtsschwimmen             |
| 100 m Rücken                        | 1:08,23 min                         | 30. Oktober 2004                    | 17. Internationales Schwimmfest der SG Neukölln |
| 200 m Rücken                        | 2:30,37 min                         | 31. Oktober 2004                    | 17. Internationales Schwimmfest der SG Neukölln |
| Stand: 16. Februar 2012             |                                     |                                     |                                                 |